# Ia Dêr
Ia Dêr là một xã cũ thuộc huyện Ia Grai, tỉnh Gia Lai, Việt Nam.
Xã có diện tích 61,69 km², dân số năm 2025 là 11.907 người.

## Vị trí địa lý[5]
Ia Dêr cách thị trấn Ia Kha 18 km về phía Tây:
- Phía Đông giáp Thành phố Pleiku
- Phía Tây giáp xã Ia Hrung và thị trấn Ia Kha
- Phía Nam giáp xã Ia Pếch
- Phía Bắc giáp xã Ia Sao.

Ia Dêr có tổng diện tích 6.169,35ha, trong đó đất nông nghiệp là 5.633,23, đất phi nông nghiệp 512,49 ha. Diện tích chưa sử dụng là 23,64 ha.

## Lịch sử
Theo Nghị quyết số 1664/NQ-UBTVQH15 năm 2025, giải thể đơn vị hành chính cấp huyện là Ia Grai, hợp nhất toàn bộ diện tích tự nhiên và dân số của 3 xã: Ia Sao, Ia Yok và Ia Dêr vào xã Ia Hrung.

## Hành chính
Xã Ia Dêr có 13 thôn

## Giáo dục
- Trường Mẫu giáo 30/4[5]
- Trường Tiểu học Lý Tự Trọng[5]
- Trường Tiểu học Ngô Mây[5]
- Trường Trung học cơ sở Trần Phú[5]